# 암도 티베트어
암도 티베트어, 또는 암도어(티베트어: ཨ་མདོའི་སྐད)는, 티베트의 암도 지방(칭하이성 등)에서 쓰이는 티베트계 언어이다. 크게 농민 방언과 유목민 방언으로 구분할 수 있다.
위창 티베트어, 캄 티베트어와 함께 티베트어의 전통적인 3개 지역 구분 중 하나이다. 그러나 상호 의사소통성을 고려할 때, 암도 티베트어는 위창 티베트어와 기본적인 의사소통도 불가능할 정도로 차이가 크다.
특히 유목민 방언은 문어체의 고전 티베트어로부터 전해지는 발음을 그대로 간직하고 있기로 이름나 있는데, 위창이나 캄 방언과 달리 초성의 자음군을 유지하고 있으며 성조가 없는 매우 보수적인 특징이 있다.

## 음운

### 닿소리
|              |        | 순음 | 치근음 | 치근음 | 권설음 | 치악음 | 연악음 | 소설음/ 성문음 | 소설음/ 성문음 |
| 평음         | 사음   | 순음 | 평음   | 순음화 | 권설음 | 치악음 | 연악음 |                |                |
| ------------ | ------ | ---- | ------ | ------ | ------ | ------ | ------ | -------------- | -------------- |
| 비음         | 비음   | m    | n      |        |        | ɲ      | ŋ      |                |                |
| 색음/ 색찰음 | 평음   | p    | t      | ts     | ʈ      | tɕ     | k      |                |                |
| 색음/ 색찰음 | 송기음 | pʰ   | tʰ     | tsʰ    | ʈʰ     | tɕʰ    | kʰ     |                |                |
| 색음/ 색찰음 | 탁음   | b    | d      | dz     | ɖ      | dʑ     | ɡ      |                |                |
| 찰음         | 평음   |      |        | s      | ʂ      | ɕ      | x      | h              | hʷ             |
| 찰음         | 탁음   |      |        | z      | ʐ      | ʑ      |        | ʁ              | ʁʷ             |
| 찰음         | 송기음 |      |        | sʰ     |        |        |        |                |                |
| 반원음       | 반원음 | w    |        |        |        | j      |        |                |                |
| 변음         | 청음   |      | ɬ      |        |        |        |        |                |                |
| 변음         | 탁음   |      | l      |        |        |        |        |                |                |

### 홀소리
|        | 전원음 | 앙원음 | 후원음 |
| ------ | ------ | ------ | ------ |
| 폐원음 | i      | ɨ      | u      |
| 중원음 | e      | ə      | o      |
| 개원음 | a      | a      |        |

## 같이 보기
- 발티어